# Paul Hofmann (Künstler)
Paul Hofmann (* 1975 in Dresden) ist ein deutscher Maler, der in Dresden lebt und arbeitet.
Als Sohn von Veit Hofmann wurde Paul 1975 in Dresden geboren und verbrachte seine Kindheit im dortigen Künstlerhaus.
Von 1999 bis 2006 studierte er an der Hochschule für Bildende Künste Dresden (HfBK) unter anderem bei Max Uhlig.
Im Jahr 2005 erhielt er das Hegenbarth-Stipendium der Stiftung für Kunst und Kultur der Stadtsparkasse Dresden.
2007 wurde er Meisterschüler bei Lutz Dammbeck, HfBK Dresden.